# Općina Dobrna
Općina Dobrna (slo.:Občina Dobrna) je općina u sjevernoj Sloveniji u pokrajini Štajerskoj i statističkoj regiji Savinjskoj. Središte općine je naselje Dobrna s 554 stanovnika.

## Zemljopis
Općina Dobrna nalazi se u sjevernom dijelu Slovenije. Općina se prostire u sjevernom dijelu Celjske kotline ispod planina Paškog Kozjaka i zapadnog Pohorja.
U općini vlada umjereno kontinentalna klima. Najvažniji vodotok u općini je rječica Hudinja. Svi ostali vodotoci su mali i njeni su pritoci.

## Naselja u općini
Brdce nad Dobrno, Dobrna, Klanc, Loka pri Dobrni, Lokovina, Parož, Pristova, Strmec nad Dobrno, Vinska Gorica, Vrba, Zavrh nad Dobrno

## Vanjske poveznice
- Službena stranica općine